# Proxhyle cinerascens
Proxhyle cinerascens là một loài bướm đêm thuộc phân họ Arctiinae, họ Erebidae.